# Agrostis congestiflora
Agrostis congestiflora — вид трав'янистих рослин з родини тонконогові (Poaceae), ендемік Азорських островів.

## Опис
Багаторічна рослина. Стебло 5–35 см завдовжки. Листові пластини плоскі або складені, довжина 1–10 см, ширина 0.5–4 мм. Суцвіття — ланцетна волоть, 2–6 см завдовжки.

## Поширення
Ендемік Макаронезії: Азорські острови (острови Грасіоза, Сан-Мігел, Сан-Жорже, Піку, Терсейра, Фаял, Флореш, Корву).